# Claudia Bokel
Claudia Bokel (née le 30 août 1973 à Ter Apel aux Pays-Bas) est une escrimeuse allemande, pratiquant l'épée. Claudia est droitière.

## Palmarès
- Jeux olympiques
  -  Médaille d'argent par équipe aux Jeux olympiques d'été de 2004 à Athènes[1]

- Épreuves de coupe du monde
  -  Deux victoires en tournois de Coupe du Monde

- Championnats d'Europe
  -  Championne d’Europe à l’épée individuelle en 2006 à Izmir
  -  Médaille de bronze à l’épée par équipe en 2006 à Izmir